# Dasyskenea
Dasyskenea là một chi ốc biển, là động vật thân mềm chân bụng sống ở biển trong họ Skeneidae.

## Các loài
Các loài trong chi Dasyskenea gồm có:
- Dasyskenea suavis Fasulo & Cretella, 2002[2]